# Corbillos de los Oteros
Corbillos de los Oteros település Spanyolországban, León tartományban. Lakosainak száma 176 fő (2024).

## Földrajza
Corbillos de los Oteros Cabreros del Río, Villanueva de las Manzanas, Santas Martas, Gusendos de los Oteros, Pajares de los Oteros, Cubillas de los Oteros és Campo de Villavidel községekkel határos.

## Népesség
A település lakosságának változását az alábbi diagram mutatja:
| Lakosok száma | 287  | 259  | 280  | 259  | 226  | 215  | 217  | 199  | 187  | 176  |
|               | 2001 | 2004 | 2007 | 2009 | 2012 | 2014 | 2017 | 2019 | 2022 | 2024 |